# 桐生市南公園
桐生市南公園（きりゅうしみなみこうえん）は、群馬県桐生市広沢町5丁目にある都市公園（総合公園）である。

## 概要
桐生市街地の南部、八王子丘陵の北斜面に位置する総合公園である。1984年（昭和59年）5月に開園した。梅の名所として知られる。野球場（広沢球場）、テニスコート、運動広場が併設されている。

## 交通
- おりひめバス：広沢小学校前停留所より、徒歩約15分。
- 東武桐生線：新桐生駅より、車で約15分。
- 両毛線・わたらせ渓谷線：桐生駅より、車で約25分。

## 周辺
- 桐生市立広沢小学校
- 桐生市立広沢中学校
- 桐生市斎場
- 国道50号、国道122号
- 群馬県道332号桐生新田木崎線